# 1256 Normannia
1256 Normannia је астероид. Приближан пречник астероида је 69,22 ,
а средња удаљеност астероида од Сунца износи 3,919 астрономских јединица (АЈ).
Инклинација (нагиб) орбите у односу на раван еклиптике је 4,149 степени, а орбитални период износи 2834,429 дана (7,760 година). Ексцентрицитет орбите астероида износи 0,081.
Апсолутна магнитуда астероида износи 9,66 а геометријски албедо 0,050.
Астероид је откривен 8. августа 1932. године.